# Battaglia di Signal Hill
La battaglia di Signal Hill fu uno scontro combattuto il 15 settembre 1762 tra inglesi e francesi presso St. John's, nel contesto della guerra dei sette anni. Fu l'ultimo scontro campale del conflitto nel teatro nordamericano. I francesi avevano occupato St. John's, odierno capoluogo di Terranova e Labrador, con un attacco di sorpresa a fine giugno. A loro volta i reparti di linea del tenente colonnello William Amherst, con un attacco a sorpresa dopo un sbarco al riparo dagli sguardi nemici, obbligarono i francesi alla resa.

## Contesto storico
Nel 1762 Francia e Gran Bretagna stavano combattendo da otto anni, ed entrambi iniziavano a pensare ad un accordo di pace. Il lungo embargo inglese alle coste francesi aveva messo in declino l'economia francese, ed aveva impedito alla marina francese di portare aiuto alle colonie francesi in giro per il mondo causando un gran numero di prigionieri. Per poter ricostruire la marina francese in tempo di pace si pensava che fosse necessario l'accesso all'industria peschiera di Terranova e Labrador, per cui fu organizzata una spedizione per conquistare l'isola prima che iniziassero i negoziati di pace. Questo avvenne nel maggio 1762 quando un piccolo gruppo comandato da Charles-Henri-Louis d'Arsac de Ternay partì da Brest e superò l'embargo addentrandosi nell'Atlantico.

## Occupazione francese
Il 27 giugno 1762 i francesi del conte d'Haussonville obbligarono i britannici a capitolare a Saint John's. Nelle settimane seguenti d'Haussonville, agli ordini del cavalier de Ternay, riuscì a consolidare la posizione francese nella colonia di Terranova e Labrador. Il suo sistema difensivo era composto da numerosi avamposti equipaggiati con artiglieria attorno a Signal Hill, punto strategico che dominava l'area circostante.
Il 13 settembre 1762 i britannici sbarcarono a Torbay, pochi chilometri a nord. Ternay e Haussonville non furono in grado di reagire per ostacolarne l'avanzata, per cui mandarono un distaccamento a difendere la vetta di Signal Hill.

## Battaglia
All'alba del 15 settembre 1762 le truppe britanniche risalirono la collina controllata dai francesi. La sorpresa fu totale, e lo scontro fu breve ma fatale. Il comandante del distaccamento francese, Guillaume de Bellecombe, fu ferito gravemente. Da parte britannica un proiettile colpì alla gamba uno degli ufficiali di Amherst, MacDonell. I francesi si ritirarono nella fortezza.

## Conseguenze
Alla fine della battaglia, Signal Hill era in mano ai britannici. Incoraggiati da questa situazione vantaggiosa, ottennero tre giorni dopo la resa della guarnigione francese di St. John.